# Фудбалер
Фудбалер (од енгл. footballer) спортиста је који игра једну од различитих врста фудбала. Главне врсте фудбала су фудбал савеза (или једноставно само фудбал), амерички фудбал, канадски фудбал, аустралијски фудбал, гелски фудбал, рагби лига и рагби јунион.
Процјењује се да у свијету постоји 250 милиона фудбалера који играју фудбал савеза.